# 罗斯·娜玛尤纳斯
罗斯·格特鲁德·娜玛尤纳斯（1992年6月29日—），美国立陶宛裔综合格斗运动员，终极格斗冠军赛女子草量级选手，前任UFC女子草量级冠军。截至2021年6月16日，娜玛尤纳斯在UFC女子P4P排名榜位列第三。

## 生平
罗斯·格特鲁德·娜玛尤纳斯1992年6月29日生于美国威斯康星州密尔沃基的一个立陶宛家庭，父母于1991年9月从立陶宛移民到美国。其名字罗斯是在纪念曾祖母罗丝·戈塞凯特·娜玛尤尼内（Rožė Gotšalkaitė Namajūnienė），她的丈夫，即罗斯的曾祖父尤扎斯（Jouzas）是立陶宛独立时期的军官。尤扎斯1933年入伍，1936年晋升中尉军衔。1939年，苏联入侵立陶宛，尤扎斯加入抵抗运动。苏联完全占领当地后，尤扎斯被迫加入苏联红军。之后纳粹德国对苏联宣战，苏联撤离波罗的海三国，尤扎斯从红军退伍，复员担任文职。之后苏联再度占领立陶宛，尤扎斯被内务人民委员部逮捕，关进拘留营。尤扎斯在独立时期曾担任军官，成为苏联克格勃对付的目标，最终于1968年在寓所附近被特工暗杀。娜玛尤纳斯经常回到立陶宛，学习立陶宛语，方便与祖父母交流。
2008年，罗斯16岁时，父亲亚瑟（Arturas）因肺病去世。儿时目睹苏联的种种行径，给他造成不可磨灭的心理阴影，终年郁郁寡欢。祖夫阿尔吉曼塔斯·安德鲁科尼斯（Algimantas Andriukonis）是小有名气的摔角手，曾赢得立陶宛的全国锦标赛及全苏联的比赛。罗斯5岁便练习跆拳道，9岁获得少年黑带，之后转习空手道和巴西柔术。高中时，她开始跟随Roufusport的杜克·鲁弗斯学习跆拳道和综合格斗，后来加入密尔沃基艺术高中的高年级摔跤队。

## 综合格斗生涯

### 早期
娜玛尤纳斯于2010年开始以业余选手身份参加综合格斗比赛，师从明尼苏达州武术学院的格雷格·尼尔森，凭借4比0的成绩成为出色的业余选手（其中2次为技术击倒，2次为胜负判定，均为第一轮决胜）。

### 英威达格斗锦标赛
2013年1月5日，罗斯在《Invicta FC 4: Esparza vs. Hyatt》登場首秀，对阵艾米丽·卡根。经过两个回合的来回较量，罗斯在第三回合使用裸绞降服对手，取得比赛胜利，并获得当晚的“最佳降伏”（Submission of the Night）奖。
2013年4月5日，职业生涯第二场比赛举行，是在《Invicta FC 5: Penne vs. Waterson》对阵凯西娜·卡特隆（Kathina Catron）。开打仅12秒，罗斯便发动飞身十字固降伏对手取胜，获第二个“最佳降伏”奖。
罗斯之后的对手持有不败纪录的特蕾茜·托雷斯，在2013年7月13日的《Invicta FC 6: Coenen vs. Cyborg》上进行。结果罗斯被一致判定为负。

### 终极格斗王
2013年12月11日，罗斯正式与10名草量级选手签约终极格斗冠军赛，参加《终极格斗王》第20季的比拼，争夺首个UFC草量级冠军。
罗斯是教练吉尔伯特·梅伦德斯选择的第四位学员。在锦标赛初回合中，罗斯利用裸绞降伏对手艾丽克斯·钱伯斯取胜。四分之一决赛中，罗斯在第二轮利用木村锁降伏乔安妮·卡德伍德，之后又在半决赛再度施出木村锁击败兰达·马科斯。
2014年12月12日，罗斯与卡拉·斯帕萨在《终极格斗王：冠军决赛》中进行决赛，争夺首任UFC女子轻量级冠军。然而罗斯接连遭遇滑铁卢，最终在第三回合被对手使用裸绞降伏，遗憾落败。

### 终极格斗冠军赛
尽管输掉决赛，罗斯还是凭借与乔安妮·卡德伍德的比赛，赢得“本季最佳表现”和“本季最佳比赛”两个赛季大奖，奖金2.5万美元。
2015年5月23日，罗斯在UFC 187初回合迎战妮娜·安萨罗夫。赛前安萨罗夫体重超4磅，被罚20%的比赛奖金。离比赛还有几个小时，安萨罗夫身体不适，无法参赛，比赛被取消。安萨罗夫团队表示她几个礼拜前患了流感，病情严重，体重骤减，最终退出比赛。尽管比赛无法进行，罗斯还是获得了全部比赛奖金（出场费加获胜奖金）。
2015年10月3日，罗斯在UFC 192对阵安琪拉·希尔。几番你来我往后，罗斯使用冲拳打倒希尔，待希尔站起来，又使用裸绞降伏，在第一回合降伏希尔。
2015年12月10日，罗斯迅速回归，在UFC Fight Night 80对阵拥有连胜纪录的佩吉·范赞，取代因伤退赛的乔安妮·卡德伍德。罗斯全场占上风，疯狂出招，八次使用倒地招式。期间她三次使用降伏技，两个飞身十字固，一个裸绞，在第五回合中途利用裸绞降伏取胜。凭借该比赛，罗斯赢得“最佳比赛”奖。
2016年4月16日，罗斯在UFC on Fox 19对阵拥有不败纪录的特蕾茜·托雷斯，为2013年两人在因维克塔格斗比赛的二番战。双方赛果较为接近，罗斯最终凭借一致判定赢得比赛。
2016年7月30日，罗斯在UFC 201击败卡罗琳娜·科沃基维奇，为冠军赛淘汰战。科沃基维奇在分歧判定中击败罗斯。双方均获得“最佳比赛”荣誉。
2017年4月15日，罗斯在UFC on Fox 24击败米歇尔·沃特森。第二回合，罗斯使出爆头踢，紧接着使用裸绞降伏对手取胜，是职业生涯第五度使用降伏技取胜。

#### 草量级冠军
2017年11月4日，罗斯在纽约麦迪逊广场花园的UFC 217迎战草量级冠军乔安娜·延杰伊奇克。面对持有不败纪录的冠军，罗斯略占下风。然而，罗斯在比赛中从耳后撞倒延杰伊奇克，再用左手托住对方下巴，以此将其击倒，此招式震惊综合格斗界。仅凭借第一回合的比赛，罗斯便成为新任UFC女子草量级冠军，获得第二个“最佳表现”奖。这是罗斯职业生涯首次以战术击倒方式取胜（此前两次击倒都是在业余阶段）。她的胜利也是UFC历史上最大的一场意外。在赛后记者会上，罗斯表示打算用冠军身份，唤起大众留意心理健康疾病。
2018年4月7日，罗斯与延杰伊奇克在UFC 223举行二番战，卫冕冠军头衔，凭借一致判定获胜。罗斯因C6椎骨压缩性骨折，椎管狹窄症状复发，当年余下时间都要用来康复。2017年，她和与瓦莲京娜·舍夫琴科和安东宁娜·舍夫琴科训练时受伤，相关病情在UFC 223训练营时期加重。
2019年5月11日，罗斯在UFC 237的主战赛上迎战杰西卡·安德拉德，比赛地点是杰西卡的祖国巴西，所以是罗斯第一次出国比赛。杰西卡在第一回合占上风后，于第二回合使用摔技技术性压倒罗斯，赢得冠军头衔，取得“最佳比赛”奖。

#### 后冠军时期
罗斯原计划于2020年4月18日在UFC 249与杰西卡·安德拉德进行二番战。然而在4月8日，罗斯宣布退赛，经纪人表示罗斯有两位家人在2019冠状病毒病疫情中去世。比赛后来改到2020年7月12日UFC 251举行，罗斯凭借分歧判定获胜，获“最佳比赛”奖。

#### 二问冠军
2021年4月24日，罗斯在UFC 261上挑战UFC女子草量级冠军张伟丽。第一场回合开场，罗斯便凭借一记爆头踢击败对手，第二次赢得女子草量级冠军，成为首位失而复得UFC冠军腰带的女选手。罗斯凭借比赛赢得当晚的“最佳表现”奖。
2021年11月6日，罗斯在UFC 268上与张伟丽进行二番战，凭借分歧裁定获胜，成功卫冕。

## 格斗风格
罗斯惯用前向运动，同时用冲拳和高踢压制对手。她擅长使用高超的招式和步伐，从不同角度出招，策略随战况调整。在因维克塔格斗锦标赛Invicta FC 6中，罗斯采用一连串的下踢、前踢和前回旋踢打击对手头部。与对手拉近距离后，罗斯有时会追加抱摔及降伏技击倒对手。

## 个人生活
罗斯信奉基督教，是反共主义者。与中国选手张伟丽比赛前夕，罗斯曾提到祖国立陶宛受到共产主义压迫的历史，表示自己受纪录片《另一个梦之队》启发。她表示这部纪录片让她更好地理解家人们的遭遇，明白为什么自己要到美国，为什么要练综合格斗，从而理解“宁死不投共”的真谛。她提到自己的背景及参与格斗的动机时表示：“我有基督教的意识，有立陶宛的血统，有美国梦”。
罗斯的未婚夫兼教练是前荣誉世界系列赛和UFC重量级选手帕特·巴瑞。罗斯5岁便会弹钢琴，哥哥诺亚（Nojus）经营着一家私人琴房，也是综合格斗运动员，于2021年3月职业生涯首秀。
罗斯此前外号“铆钉机”（The Riveter）。现在的外号“暴徒罗斯”是朋友给她取的，因为她皱眉时很吓人。

## 冠军与成就
- 2018年ESPY奖最佳格斗运动员（提名）[79]
- 2018年儿童体育选择奖最具力量选手（提名）[80]
- 第八届真女性奖：2017年年度女性[81]

综合格斗
- 终极格斗冠军赛
  - UFC女子草量级冠军（英语：UFC Women's Strawweight Championship）（两次，现任）
    - 成功卫冕一次（对阵乔安娜·延杰伊奇克）[45][49]

  - 三次最佳表现奖（对阵佩吉·范赞（英语：Paige VanZant）、乔安娜·延杰伊奇克和张伟丽）[82][46][63]
  - 三次最佳比赛奖（提名，一次对阵卡罗琳娜·科沃基维奇（英语：Karolina Kowalkiewicz），两次对阵杰西卡·安德拉德）[83][54][60]
  - UFC女子草量级组连胜纪录：5次[84]
  - UFC首位失而复得冠军头衔的女性[85]
  - 终极格斗王：冠军决赛（英语：The Ultimate Fighter: A Champion Will Be Crowned）（亚军）
    - TUF 20（英语：The Ultimate Fighter: A Champion Will Be Crowned）季度最佳比赛（对阵乔安妮·卡德伍德（英语：Joanne Calderwood））
    - TUF 20（英语：The Ultimate Fighter: A Champion Will Be Crowned）季度最佳表现（对阵乔安妮·卡德伍德（英语：Joanne Calderwood））
- 英威达格斗锦标赛（英语：Invicta Fighting Championships）
  - 最佳降伏（对阵艾米丽·卡根（英语：Emily Kagan）、凯西娜·卡特隆
- 年度选手
  - 2017年度综合格斗运动员
    - ESPN[86]、MMASucka[87]、MMA Fighting（英语：MMA Fighting）（五强榜，排名第4）[88]、MMA Mania（五强榜，排名第4）[89]、RealSport（五强榜，排名第3）[90]、MMADNA[91]

  - 2017年UFC年度选手
    - CBS體育（五强榜，排名第3）[92]

  - 2017年年度女性综合格斗运动员
    - 世界综合格斗大奖（英语：World MMA Awards）[93]、雅虎体育（英语：Yahoo Sports）[94]、MMAjunkie（英语：MMAjunkie）[95]、Cageside Press[96]、Combat Press[97]、SevereMMA[98]、MMA Today（50强榜，排名第1）[99]、Awakening Fighters[100]、Promoting Real Women[81]
- 年度黑马奖
  - 2017年综合格斗年度黑马（对阵乔安娜·延杰伊奇克）
    - 世界综合格斗大奖（英语：World MMA Awards）[93]、運動畫刊[101]、Sherdog[102]、MMAjunkie[103]、MMA Fighting[104]、 MMA周刊（英语：MMA Weekly）[105]、英国地铁报[106]、Combat Press[107]、Fight Booth[108]、MMASucka[87]、The MMA Takeover[109]、 SevereMMA[98]、Bloody Elbow（三强榜，排名第1）[110]

  - 2017年UFC年度黑马（对阵乔安娜·延杰伊奇克）
    - Sport360[111]、Pundit Arena[112]、Per Sources[113]
- 年度降伏
  - 2013年年度综合格斗降伏（对阵凯西娜·卡特隆）
    - 世界综合格斗大奖（英语：World MMA Awards）（提名）[114]、MMA Weekly[115]、The MMA Corner[116]

  - 2013年年度女子综合格斗降伏（对阵凯西娜·卡特隆）
    - Bleacher Report[117]、Bloody Elbow[118]、世界综合格斗媒体联合会[119]、Awakening Fighters[120]、Promoting Real Women[121]

  - 2015年年度女子综合格斗降伏（对阵佩吉·范赞（英语：Paige VanZant））
    - Awakening Fighters[122]

  - 2017年年度女子综合格斗降伏（对阵米歇尔·沃特森）
    - Awakening Fighters（社群）[100]
- 年度击倒
  - 2017年年度女子综合格斗降伏（对阵乔安娜·延杰伊奇克）
    - Awakening Fighters（社群）[100]、Promoting Real Women[81]
- 年度比赛
  - 2013年年度女子综合格斗比赛（对阵特蕾茜·托雷斯）
    - Bleacher Report[123]
- 月度比赛
  - 2019年5月月度比赛（杰西卡·安德拉德）
    - MMAJunkie.com（英语：MMAJunkie.com）[124]

  - 2020年7月月度比赛（杰西卡·安德拉德）
    - MMAJunkie.com（英语：MMAJunkie.com）[125]
- 年度最暴力
  - 2017年Fight Booth女士暴力奖[108]
  - Sherdog.com2015年暴力全明星二队：草量级[126]
  - Sherdog.com2017年暴力全明星二队：草量级[127]

## 比赛纪录
综合格斗
| 戰績分項 |       |     |
| 16 場    | 11 勝 | 5負 |
| 擊倒     | 2     | 1   |
| 降服     | 5     | 1   |
| 判定     | 4     | 3   |

| 结果 | 战绩 | 对手                | 获胜方式           | 赛事                                   | 日期           | 回合 | 时间 | 地点                     | 注释                                                                 |
| ---- | ---- | ------------------- | ------------------ | -------------------------------------- | -------------- | ---- | ---- | ------------------------ | -------------------------------------------------------------------- |
| 负   | 11-5 | 卡拉·埃斯帕扎       | 分歧裁决           | UFC 274                                | 2022年5月7日   | 5    | 5:00 | 美国凤凰城               | 输掉UFC女子草量级冠军，免费观看 （页面存档备份，存于）               |
| 胜   | 11–4 | 张伟丽              | 分歧裁定           | UFC 268                                | 2021年11月6日  | 5    | 5:00 | 美国纽约                 | 卫冕女子草量级冠军                                                   |
| 胜   | 10–4 | 张伟丽              | 击倒（踢中头部）   | UFC 261                                | 2021年4月24日  | 1    | 1:18 | 美国佛罗里达州杰克逊维尔 | 赢得UFC女子草量级冠军、当晚最佳表现，免费观看 （页面存档备份，存于） |
| 胜   | 9–4  | 杰西卡·安德拉德     | 分歧裁定           | UFC 251                                | 2020年7月12日  | 3    | 5:00 | 阿联酋阿布扎比           | 最佳比赛，免费观看 （页面存档备份，存于）                            |
| 负   | 8–4  | 杰西卡·安德拉德     | 击倒（摔击）       | UFC 237                                | 2019年5月11日  | 2    | 2:58 | 巴西里约热内卢           | 输掉UFC女子草量级冠军、当晚最佳表现                                  |
| 胜   | 8–3  | 乔安娜·延杰伊奇克   | 一致裁定           | UFC 223                                | 2018年4月7日   | 5    | 5:00 | 美国纽约州布鲁克林区     | 卫冕UFC女子草量级冠军                                                |
| 胜   | 7–3  | 乔安娜·延杰伊奇克   | 技术击倒（拳打）   | UFC 217                                | 2017年11月4日  | 1    | 3:03 | 美国纽约                 | 赢得UFC女子草量级冠军、最佳表现，免费观看 （页面存档备份，存于）     |
| 胜   | 6–3  | 米歇尔·沃特森       | 降伏（裸绞）       | UFC on Fox: Johnson vs. Reis           | 2017年4月15日  | 2    | 2:47 | 美国密苏里州堪薩斯城     |                                                                      |
| 负   | 5–3  | 卡罗琳娜·科沃基维奇 | 分歧裁定           | UFC 201                                | 2016年7月30日  | 3    | 5:00 | 美国乔治亚州亚特兰大     | 最佳比赛                                                             |
| 胜   | 5–2  | 特蕾茜·托雷斯       | 一致裁定           | UFC on Fox: Teixeira vs. Evans         | 2016年4月16日  | 3    | 5:00 | 美国佛罗里达州坦帕       |                                                                      |
| 胜   | 4–2  | 佩吉·范赞           | 降伏（裸绞）       | UFC Fight Night: Namajunas vs. VanZant | 2015年12月10日 | 5    | 2:25 | 美国内华达州拉斯维加斯   | 最佳表现                                                             |
| 胜   | 3–2  | 安琪拉·希尔         | 降伏（裸绞）       | UFC 192                                | 2015年10月3日  | 1    | 2:47 | 美国德克萨斯州休斯敦     | 免费观看 （页面存档备份，存于）                                      |
| 负   | 2–2  | 卡拉·埃斯帕扎       | 降伏（裸绞）       | 终极格斗王：冠军决赛                   | 2014年12月12日 | 3    | 1:26 | 美国内华达州拉斯维加斯   | 首届UFC女子草量级冠军                                                |
| 负   | 2–1  | 特蕾茜·托雷斯       | 一致判定           | Invicta FC 6: Coenen vs. Cyborg        | 2013年7月13日  | 3    | 5:00 | 美国密苏里州堪薩斯城     |                                                                      |
| 胜   | 2–0  | 凯西娜·卡特隆       | 降伏（飞身十字固） | Invicta FC 5: Penne vs. Waterson       | 2013年4月5日   | 1    | 0:12 | 美国密苏里州堪薩斯城     | 最佳降伏                                                             |
| 胜   | 1–0  | 艾米丽·卡根         | 降伏（裸绞）       | Invicta FC 4: Esparza vs. Hyatt        | 2013年1月5日   | 3    | 3:44 | 美国堪萨斯州堪薩斯城     | 最佳降伏                                                             |

来源：
表演赛
| 戰績分項 |      |     |
| 3 場     | 3 勝 | 0負 |
| 降服     | 3    | 0   |

| 结果 | 战绩 | 对手            | 获胜方式       | 赛事                 | 日期                                 | 回合 | 时间 | 地点                   | 注释         |
| ---- | ---- | --------------- | -------------- | -------------------- | ------------------------------------ | ---- | ---- | ---------------------- | ------------ |
| 胜   | 3–0  | 兰达·马科斯     | 降伏（木村锁） | 终极格斗王：冠军决赛 | 2014年8月14日 （2014年12月10日播出） | 1    | 2:45 | 美国内华达州拉斯维加斯 | TUF 20半决赛 |
| 胜   | 2–0  | 乔安妮·卡德伍德 | 降伏（木村锁） | 终极格斗王：冠军决赛 | 2014年8月6日 （2014年12月3日播出）   | 2    | 2:06 | 美国内华达州拉斯维加斯 | TUF 20半决赛 |
| 胜   | 1–0  | 艾丽克斯·钱伯斯 | 降伏（裸绞）   | 终极格斗王：冠军决赛 | 2014年7月28日 （2014年11月5日播出）  | 1    | 4:38 | 美国内华达州拉斯维加斯 | TUF 20淘汰轮 |

业余比赛
| 戰績分項 |      |     |
| 4 場     | 4 勝 | 0負 |
| 擊倒     | 2    | 0   |
| 判定     | 2    | 0   |

| 结果 | 战绩 | 对手                                | 获胜方式                   | 赛事                                                             | 日期           | 回合 | 时间 | 地点                   | 注释       |
| ---- | ---- | ----------------------------------- | -------------------------- | ---------------------------------------------------------------- | -------------- | ---- | ---- | ---------------------- | ---------- |
| 胜   | 4–0  | 詹·安妮亚诺（Jen Aniano）           | 技术击倒（踢中头部和拳打） | King of the Cage - Trump Card                                    | 2012年6月30日  | 1    | 0:33 | 威斯康星州拉克迪弗朗博 | 草量级回合 |
| 胜   | 3–0  | 莫里尔·查内斯基（Moriel Charneski） | 一致判定                   | King of the Cage - March Mania                                   | 2012年3月17日  | 3    | 3:00 | 明尼苏达州沃克         | 130磅回合  |
| 胜   | 2–0  | 希瑟·巴塞特（Heather Bassett）      | 一致判定                   | King of the Cage - Winter Warriors                               | 2011年12月10日 | 3    | 3:00 | 明尼苏达州沃克         | 蝇量级回合 |
| 胜   | 1–0  | 梅利莎·帕切科（Melissa Pacheco）    | 战术击倒（拳打）           | 北美搏击锦标赛（North American Fight Championship - Relentless） | 2010年8月7日   | 1    | 2:51 | 威斯康星州西艾利斯     | 蝇量级回合 |